# Narvarte
Narvarte (Narbarte en euskera y de forma oficial) es una localidad española y un concejo de la Comunidad Foral de Navarra perteneciente al municipio  de Bértiz-Arana del cual es su capital. 
Está situado en la Merindad de Pamplona,  y a 49,5 km de la capital de la comunidad, Pamplona. Su  población en 2014 fue de 284 habitantes (INE), su superficie es de 5,17 km² y su densidad de población de 54,93 hab/km².

## Geografía física

### Situación
La localidad de Narvarte está situada en la parte Sur del municipio de Bertiz-Arana a una altitud de 220 m s. n. m. Su término concejil tiene una superficie de 5,17 km² y limita al norte con el municipio de Santesteban y los concejos de Legasa y Oyeregui; al este con el municipio de Baztán, y al Sur y Oeste con el de Donamaría.
| Noroeste: Santesteban | Norte: Legasa  | Nordeste: Oyeregui |
| Oeste: Donamaría      |                | Este: Baztán       |
| Suroeste: Donamaría   | Sur: Donamaría | Sureste: Baztán    |

## Demografía

### Evolución de la población
| Gráfica de evolución demográfica de Narvarte entre 2000 y 2010 |
|                                                                |
| Datos según el nomenclátor publicado por el INE.               |

## Cultura

### Fiestas y eventos
Las fiestas se celebran el 23 de agosto en honor a San Felipe Benicio. En tiempos se celebraban el 30 de noviembre en honor a San Andrés patrón de la localidad. Se cambiaron porque en esas fechas hacía mucho frío. Hoy día se celebran el 23 de agosto, pero el 30 de noviembre también se realiza una pequeña fiesta reuniendo a sus vecinos en torno a una comida popular.